# Lussemburgo ai Giochi della XXX Olimpiade
Il Lussemburgo ha partecipato ai Giochi della XXX Olimpiade di Londra, che si sono svolti dal 27 luglio al 12 agosto 2012, con una delegazione di 9 atleti.
Alla cerimonia di apertura la portabandiera è stata Marie Müller, mentre il portabandiera della cerimonia di chiusura è stato Laurent Carnol.
Il Lussemburgo non ha conquistato alcuna medaglia.

## Ciclismo

### Ciclismo su strada
Maschile
| Atleta         | Evento         | Tempo     | Classifica |
| -------------- | -------------- | --------- | ---------- |
| Laurent Didier | Corsa in linea | 5h 46'37" | 64°        |

Femminile
| Atleta            | Evento         | Tempo     | Classifica |
| ----------------- | -------------- | --------- | ---------- |
| Christine Majerus | Corsa in linea | 3h 35'56" | 21°        |

## Judo
Femminile
| Atleta       | Evento | 16-esimi                        | Ottavi                      | Quarti                      | Semifinali           | Ripescaggio                   | Med. bronzo                    | Finale               | Posizione |
| Atleta       | Evento | Avversario Risultato            | Avversario Risultato        | Avversario Risultato        | Avversario Risultato | Avversario Risultato          | Avversario Risultato           | Avversario Risultato | Posizione |
| ------------ | ------ | ------------------------------- | --------------------------- | --------------------------- | -------------------- | ----------------------------- | ------------------------------ | -------------------- | --------- |
| Marie Müller | −52 kg | A. Carrascosa (ESP) V 0201–0000 | M. García (DOM) V 1011–0002 | Y. Bermoy (CUB) P 0002–0011 | non qualificata      | C. Legentil (MRI) V 0101–0002 | R. Forciniti (ITA) P 0002–0011 | non qualificata      | 5ª        |

## Nuoto e sport acquatici

### Nuoto
Maschile
| Atleta              | Evento      | Batteria | Batteria   | Semifinale      | Semifinale      | Finale          | Finale          |
| Atleta              | Evento      | Tempo    | Classifica | Tempo           | Classifica      | Tempo           | Classifica      |
| ------------------- | ----------- | -------- | ---------- | --------------- | --------------- | --------------- | --------------- |
| Laurent Carnol      | 100 m rana  | 1'01"46  | 26º        | Non qualificato | Non qualificato | Non qualificato | Non qualificato |
| Laurent Carnol      | 200 m rana  | 2'10"83  | 12º Q      | 2'11"17         | 15º             | Non qualificato | Non qualificato |
| Raphaël Stacchiotti | 200 m misti | 2'00"38  | 17º        | Non qualificato | Non qualificato | Non qualificato | Non qualificato |
| Raphaël Stacchiotti | 400 m misti | 4'17"20  | 18º        | N.D.            | N.D.            | Non qualificato | Non qualificato |

## Tennis
Maschile
| Atleta        | Evento  | 64-esimi                        | 32-esimi                                         | 16-esimi        | Quarti di finale | Semifinali      | Finale          | Classifica      |
| Atleta        | Evento  | Avver. Punt.                    | Avver. Punt.                                     | Avver. Punt.    | Avver. Punt.     | Avver. Punt.    | Avver. Punt.    | Classifica      |
| ------------- | ------- | ------------------------------- | ------------------------------------------------ | --------------- | ---------------- | --------------- | --------------- | --------------- |
| Gilles Müller | Singolo | A. Ungur (ROU) V 2-0 (6-3, 6-3) | D. Istomin (UZB) P 1-2 (7-6(7-4), 6-7(3-7), 5-7) | Non qualificato | Non qualificato  | Non qualificato | Non qualificato | Non qualificato |

## Tennistavolo
Femminile
| Atleta      | Evento  | Preliminari          | Round 1              | Round 2                                                      | Round 3              | Round 4              | Quarti di finale     | Semifinale           | Finale               |
| Atleta      | Evento  | Avversario Risultato | Avversario Risultato | Avversario Risultato                                         | Avversario Risultato | Avversario Risultato | Avversario Risultato | Avversario Risultato | Avversario Risultato |
| ----------- | ------- | -------------------- | -------------------- | ------------------------------------------------------------ | -------------------- | -------------------- | -------------------- | -------------------- | -------------------- |
| Ni Xia Lian | Singolo | Bye                  | Bye                  | A. Hsing (USA) P 2-4 (9-11, 12-10, 9-11, 5-11, 12-10, 10-12) | Non qualificata      | Non qualificata      | Non qualificata      | Non qualificata      | Non qualificata      |

## Tiro a segno/volo
Femminile
| Atleta        | Evento                       | Qualificazione | Qualificazione | Finale          | Finale          |
| Atleta        | Evento                       | Punteggio      | Classifica     | Punteggio       | Classifica      |
| ------------- | ---------------------------- | -------------- | -------------- | --------------- | --------------- |
| Carole Calmes | Carabina 10 m aria compressa | 390            | 48ª            | non qualificata | non qualificata |

## Tiro con l'arco
Maschile
| Atleta        | Evento      | Round di qualificazione | Round di qualificazione | 64-esimi                        | 32-esimi             | 16-esimi             | Quarti di finale     | Semifinale           | Finale               | Finale          |
| Atleta        | Evento      | Punteggio               | Seed                    | Avversario Punteggio            | Avversario Punteggio | Avversario Punteggio | Avversario Punteggio | Avversario Punteggio | Avversario Punteggio | Classifica      |
| ------------- | ----------- | ----------------------- | ----------------------- | ------------------------------- | -------------------- | -------------------- | -------------------- | -------------------- | -------------------- | --------------- |
| Jeff Henckels | Individuale | 654                     | 49                      | R. van der Ven (NED) (16) P 2-6 | non qualificato      | non qualificato      | non qualificato      | non qualificato      | non qualificato      | non qualificato |